# Aire d'attraction de Culoz-Béon
L'aire d'attraction de Culoz-Béon est un zonage d'étude défini par l'Insee pour caractériser l’influence de la commune de Culoz-Béon sur les communes environnantes. Publiée en octobre 2020, elle se substitue à l'aire urbaine de Culoz, qui se composait d'une commune dans le zonage de 2010.

## Définition
L'aire d'attraction d'une ville est composée d’un pôle, défini à partir de critères de population et d’emploi ainsi que d’une couronne constituée des communes dont au moins 15 % des actifs travaillent dans le pôle. Le pôle d’attraction constitue ainsi un point de convergence des déplacements domicile-travail,.

## Géographie
L’aire d'attraction de Culoz-Béon est une aire inter-départementale qui comporte 3 communes : 2 situées dans l'Ain et 1 dans la Savoie (Vions). 

### Carte

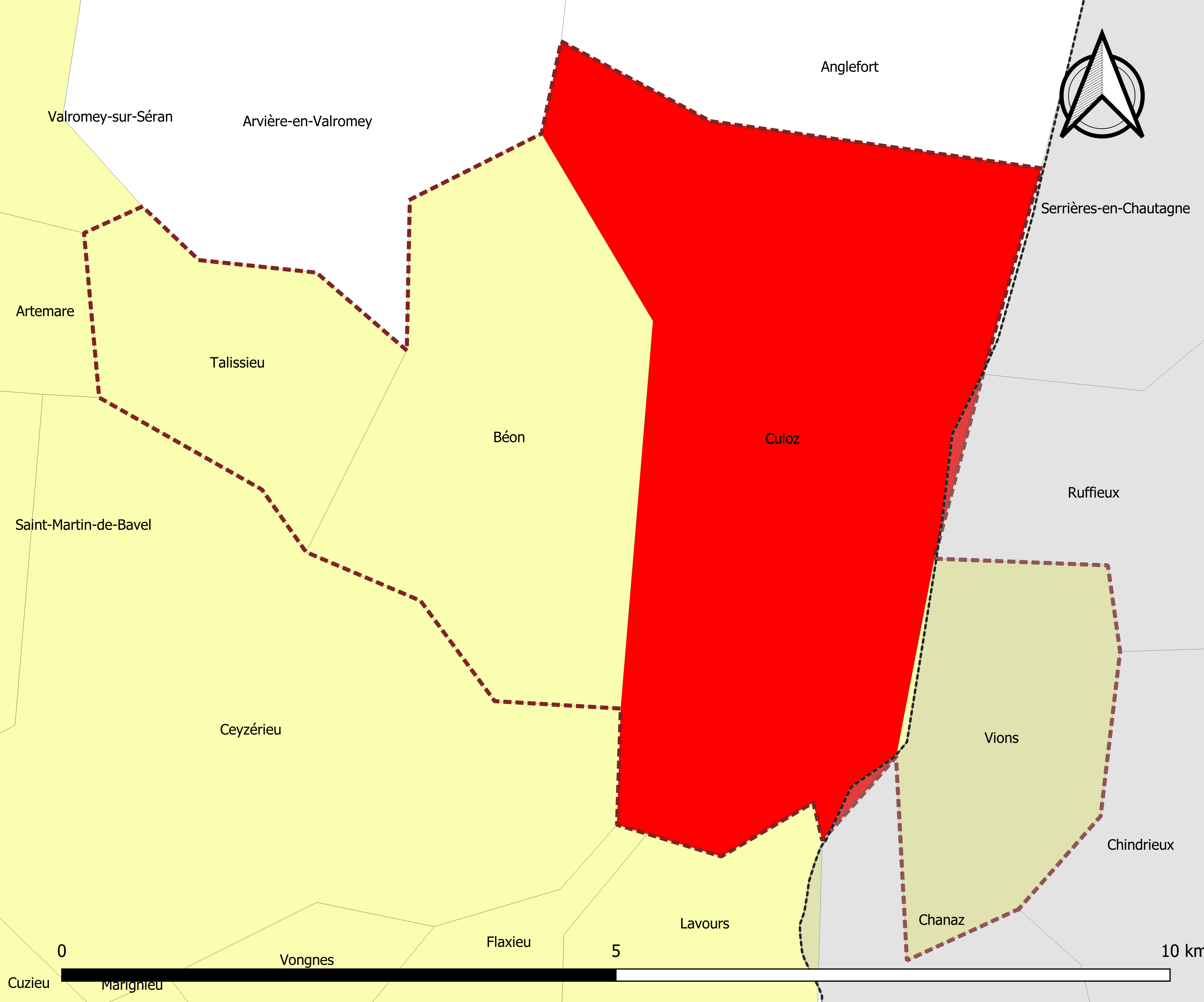
Carte de l'aire d'attraction de Culoz.
Commune-centre
Commune de la couronne

### Composition communale
| Nom                         | Code Insee | Département | Statut                 | Superficie (km2) | Population (dernière pop. légale) | Densité (hab./km2) | Modifier                                    |
| --------------------------- | ---------- | ----------- | ---------------------- | ---------------- | --------------------------------- | ------------------ | ------------------------------------------- |
| Culoz-Béon (commune-centre) | 01138      | Ain         | commune-centre         | 29,66            | 3 416 (2022)                      | 115                | modifier les données · modifier les données |
| Talissieu                   | 01415      | Ain         | commune de la couronne | 4,80             | 514 (2022)                        | 107                | modifier les données · modifier les données |
| Vions                       | 73327      | Savoie      | commune de la couronne | 5,70             | 426 (2022)                        | 75                 | modifier les données · modifier les données |

## Démographie
Cette aire est catégorisée dans les aires de moins de 50 000 habitants, une catégorie qui regroupe 12,2 % au niveau national.